# Успенська Хава
Успе́нська Ха́ва (рос. Успенская Хава) — селище в Новоусманському районі Воронезької області. Входить до Тимирязевського сільського поселення. 

На даний час селище є дачним.

## Географія
Селище розташоване на річці Хава.

## Населення
| Рік       | 2005 | 2008 | 2010 |
| --------- | ---- | ---- | ---- |
| Населення | 3    | ↘ 0  | ↗ 15 |

### Вулична мережа
- вул. Річкова  (рос. ул. Речная)
- вул. Успенська  (рос. ул. Успенская)